# 12. korpus (Pakistan)
12. korpus je operativni korpus Pakistanske kopenske vojske.

## Zgodovina
V času sovjetske okupacije Afganistana je bil korpus nastanjen na Bolanskem prelazu.

## Organizacija
- Poveljstvo
- 33. pehotna divizija
- 41. pehotna divizija
- Samostojna oklepna brigada
- Samostojna pehotna brigada